# 函館港まつり
函館港まつり（はこだてみなと-）とは、北海道函館市の旧市街地にて1935年（昭和10年）7月1日から3日にかけて行われた函館港開港77周年記念開港記念日制定式典兼昭和9年函館大火復興1周年祭。または翌年より引き継ぎ毎年開催されている夏祭りである。

## 概要
1934年（昭和9年）3月21日に大火災「昭和9年函館大火」が発生、死亡者数2,054名、焼失戸数10,176戸という未曽有の大災害が発生した。復興1周年を意義あるものにするため当時の海運業組合長、谷徳太郎の提案をもとに函館市長、坂本森一が実行した。
翌1935年（昭和10年）は1859年7月1日（安政6年6月2日）の函館港開港から（数え年で）ちょうど77年目、人間でいう喜寿にあたり、7月1日を開港記念日として制定。大災害で沈んだ市民の士気を上向かせようとの意図から開催された。
復興が道半ばでの開催はどうかとの意見もあったが開催。3日間のべ30万人の動員、7万人の外来客（昭和10年函館市事務報告書）があり成功した。翌年より戦時等の影響による中断を除き毎年夏に開催されている。
当初は7月1日より開催であったが、市長の宗藤大陸が経験上7月だと雨天になりやすい。気象庁に問い合わせたところ8月は雨天になりにくい。ちょうど8月1日は市政記念日で1ヶ月遅らせても問題ないのではないかとの提案した。

### 年表
- 1934年（昭和9年）3月21日 - 昭和9年函館大火発生
- 1935年（昭和10年）
  - 日時不明 - 函館港おどりが制作される
  - 7月1日 - 函館港77周年記念開港記念日制定式典兼昭和9年函館大火復興1周年祭開催（港まつり第1回）
- 1936年（昭和11年）7月1日 - 第2回が開催される
- 1941年(昭和16年) - 戦時による縮小開催
- 1943年(昭和18年）- 戦時中止
- 1946年(昭和21年) - 戦後再開
- 1960年（昭和35年） - 一万人踊りパレード(現・ワッショイ函館)開始
- 1972年（昭和47年） - 一万人踊りパレード(現・ワッショイ函館)が夜開催に移行する
- 1981年（昭和56年） - いか踊りが制作される
- 1982年（昭和57年） - いいんでないかい～函館港唄～が制作される
- 1986年（昭和61年） - いか踊りがレコード音源化
- 1989年（平成元年）- 一万人踊りパレード(現・ワッショイ函館)が2日間開催に拡大する
- 1990年（平成2年）- 一万人踊りパレード(現・ワッショイ函館)が十字街コースと五稜郭コースに分かれて開催される
- 1993年（平成5年）- 北海道南西沖地震を受けて花火大会を自粛するなど内容を変更して開催[5]
- 1996年（平成8年） - 一万人踊りパレードの名称を三万人パレードへ変更[6]
- 1999年（平成11年） - 三万人パレードの名称をワッショイはこだてにに変更[7]
- 2021年（令和2年） - 新型コロナウイルス感染症による中止
- 2022年（令和4年） - 新型コロナウイルス感染症縮小開催
- 2023年(令和5年)　- 完全再開

## 催し物
函館港まつり協賛・道新花火大会
北海道新聞社函館支社主催の協賛花火大会。函館港緑の島から打ち上げられる。
ビューポイントはイカモニュメント、函館湾岸大橋など。
ワッショイはこだて(一万人<踊り>パレード→三万人パレード)
- 街のメインストリートを規制し、市民が踊って練り歩く。1960年（昭和35年）からはじまったもので当初は日中の開催であったが1972年（昭和47年）より夜間開催に移行、1981年（昭和56年）に「いか踊り」、1982年（昭和57年）に「いいんでないかい～函館港唄～」が加わった。1989年（平成元年）に2日間になり、翌年より五稜郭コースが新設された。
- 2023年（令和5年）現在、十字街コースは十字街 - 函館市役所前 - 函館駅前 - 大門 - 松風町。五稜郭コースは千代台 - 函館中央病院前 - 本町交差点 - 北海道新聞社函館支社前が設定されている。
- 各コース3部制で1部は函館港おどり、2部はサマーカーニバル・子供いか踊り、第3部は函館いか踊り。第1部は函館港おどり限定、第2部は山車や神輿の運行や独自の振付けの踊り等の創作などが可能で、さらに子供によるいか踊りが加わり、第3部はいか踊り限定で最終枠に自由参加枠が設けられている。

函館駅前屋台
函館市道を利用しおよそ80店舗の屋台が出店する。
町内会北海盆踊り風踊り行事
第1回より一部町内会では北海盆踊り風の踊り行事が開催されている。

### かつてあった催し物
旗行列
第1回の1日目正午より市内小学校の児童による旗行列を行った（市内複数会場）
第3回も実施
大門歩行者天国
国道278号函館駅前交差点 - 松風町交差点間を歩行者天国にして開放
2023年（令和5年）廃止
最終日の自由参加港踊り・いか踊り
2023年（令和5年）廃止
函館ペリーボート競漕（協賛イベント）
若松ふ頭で行われる8人乗りの手漕ぎボートによる競漕で、1854年にペリー艦隊が箱館に入港した際に、箱館奉行が8人乗りの小舟で艦隊に向かった史実にちなんだボートレースである。函館開港150周年記念事業の協賛として2009年（平成21年）に始まり、例年7月に開催されていた。資金難などにより2023年（令和5年）廃止。

## 楽曲
港おどりで使用される楽曲は、おもに以下の通り。
函館港おどり
1935年（昭和10年）制作。作詞・長田幹彦、作曲・中山晋平。
いか踊り
いいんでないかい～函館港唄～
巴音頭
函館五稜郭音頭
すずらん音頭
函館音頭
歌・北島三郎

### 函館港祭り曲集
2005年に製作されたCD。上記7曲を収録。
地元の中古レコード店の自主製作で、市内すべての町会に寄贈されている。なお非売品で一般には販売されていないが、一部図書館にも所蔵されており、借りることは可能。

## 開港記念日
函館港の開港記念日として定めた7月1日は第1回開催の1935年度（昭和10年度）より市役所、公立学校、社会教育施設を休日としていたが、1986年度（昭和61年度）に廃止した。